# Waldemar von Gazen
Waldemar von Gazen, né le 6 décembre 1917 à Hambourg et mort le 13 janvier 2014 à Göttingen est un militaire allemand. Officier de la Wehrmacht durant la Seconde Guerre mondiale, il a été décoré de la croix de chevalier de la croix de fer avec feuilles de chêne et glaives et de la croix allemande en or.